# Stefania lathropae
Stefania lathropae — вид жаб родини американських райок (Hemiphractidae). Описаний у 2023 році.

## Назва
Вид названо на честь канадської герпетологині Емі Латроп (народилася в 1967 році). Ймовірно, Емі була першим ученим, яка зібрала кілька нових видів Stefania у горах Пакарайма в Гаяні.

## Поширення
Ареал виду обмежений ізольованою популяцією на вершині Мурісіпан-тепуя в гірському масиві Лос-Тестігос на півдні Венесуели.

## Опис
Тіло самиць завдовжки 55,5 мм, самців — 40,0 мм.